# 팀로시

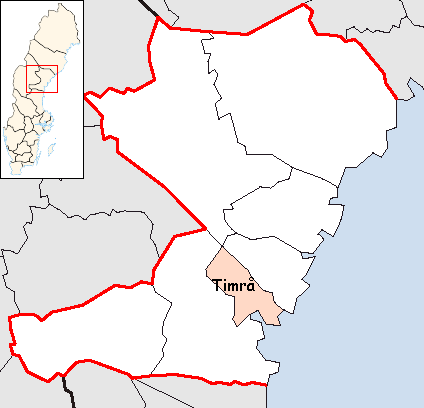
팀로 시의 위치

팀로시(스웨덴어: Timrå kommun)는 스웨덴 베스테르노를란드주에 위치한 지방 자치체로 행정 중심지는 팀로이며 면적은 1,234.17km2, 인구는 17,992명(2016년 12월 31일 기준), 인구 밀도는 15명/km2이다.

시 문장